# Mimmi Pigg

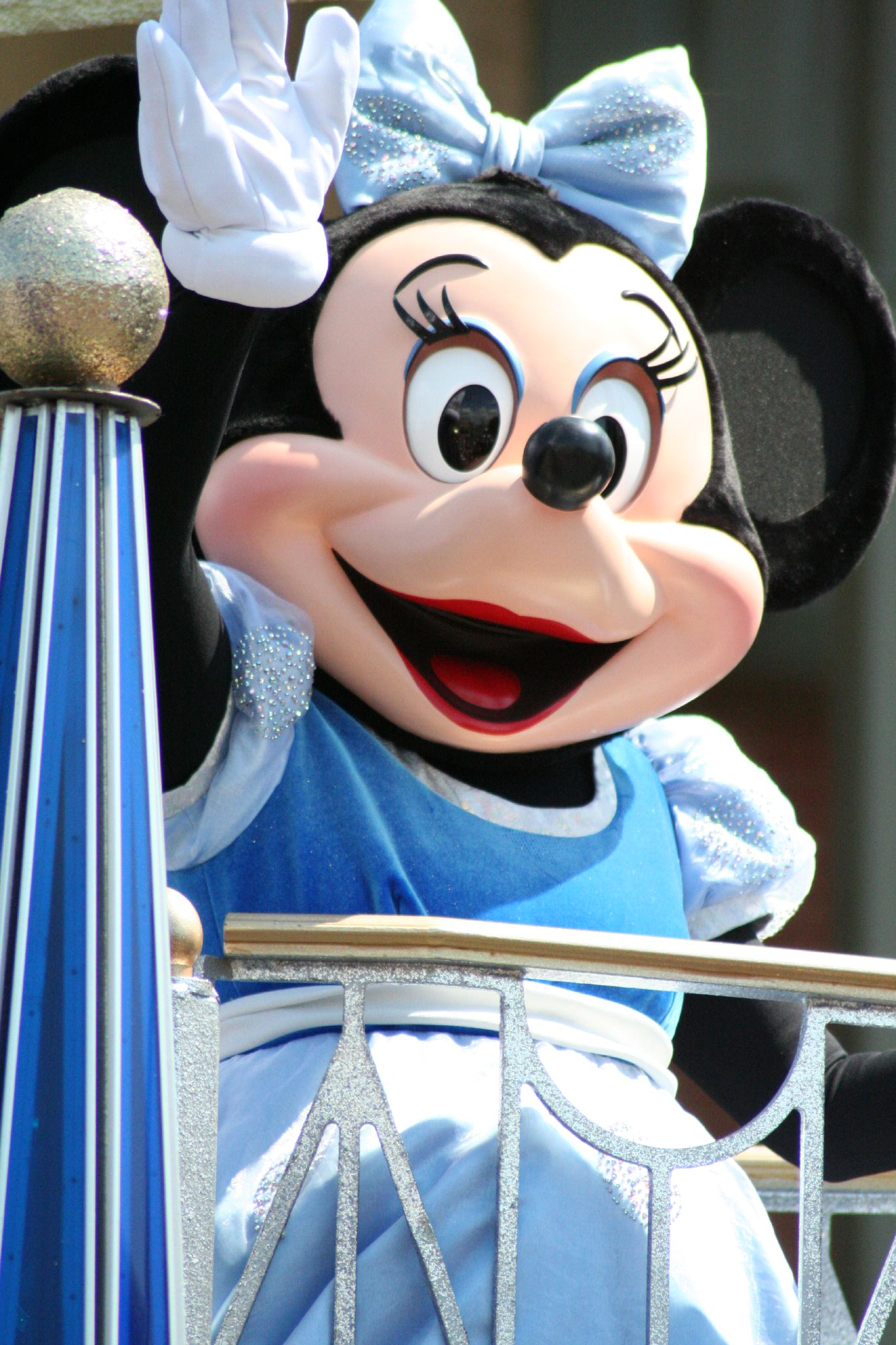

Mimmi Pigg (engelska: Minerva "Minnie" Mouse, "Minni Mus") är en filmfigur skapad av Walt Disney 1928. Den första produktionen med Mimmi Pigg var 1928 års Musse Piggs luftfärd (Plane Crazy), den första svartvita kortfilmen med ljud, medan Musse Pigg som Ångbåtskalle (Steamboat Willie) från samma år blev den första Mimmi Pigg-filmen som släpptes för allmänheten. År 1930 blev Mimmi Pigg också en seriefigur, då tecknad av Ub Iwerks.
Mimmi är flickvän till Musse Pigg och bor i ett eget hus i Ankeborg och är medlem i många olika klubbar. I mer nutida framträdanden har hon ett yrke som journalist på TV och spelar också flöjt.
Hon är ofta klädd i röd klänning med vita prickar och rosett, fast i de första filmerna hade hon bara en kjol och liten hatt. I senare filmer bär hon dock blått.
Hon har tre husdjur, en katt som heter Figaro, en kanariefågel som heter Frankie och en tax som heter Fiffi.
Av släktingar så har vi sett systerdottern Tuttan.